# Кравцова, Мария Артёмовна

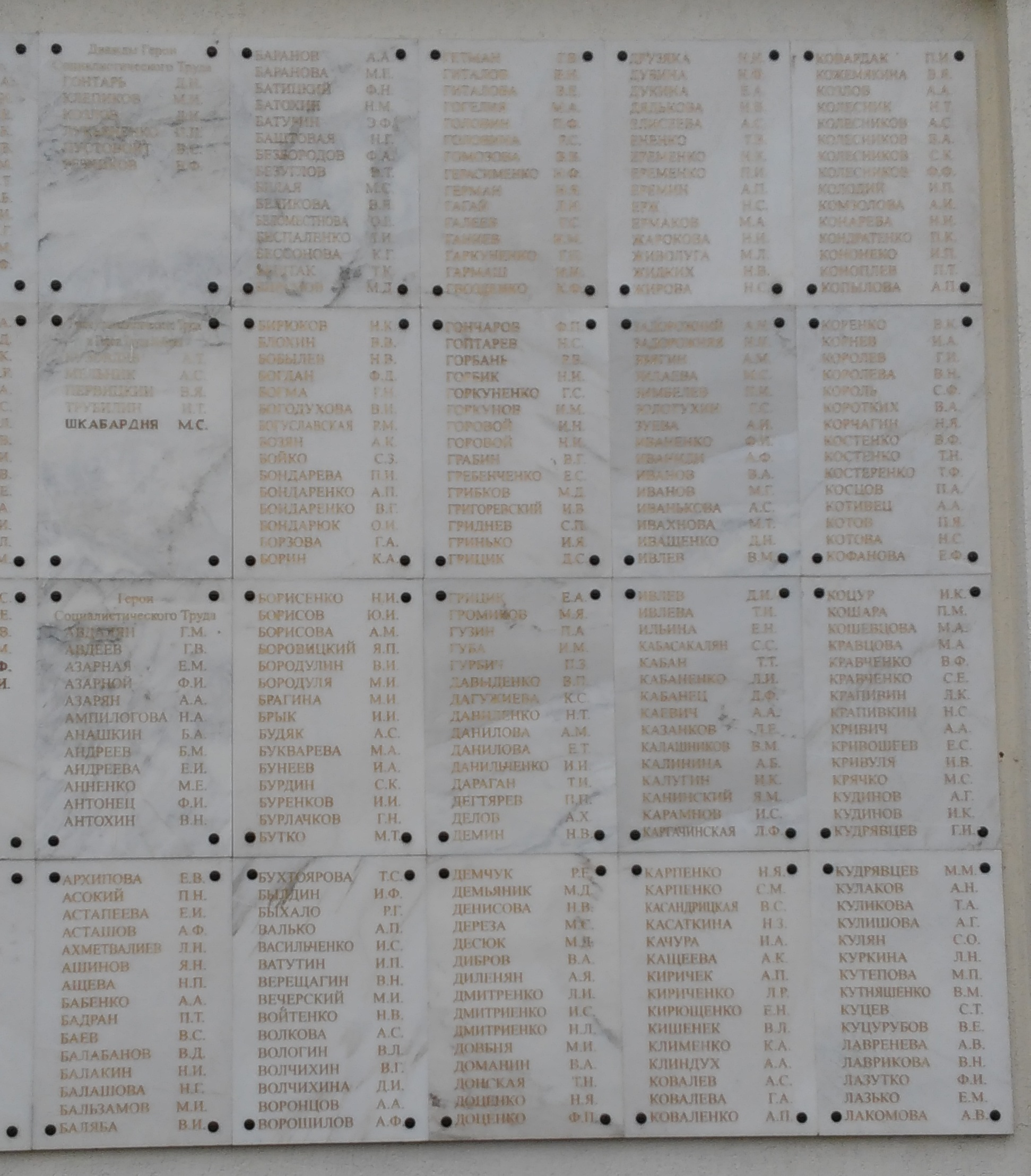
Мемориальная доска с именами Героев Социалистического Труда Кубани и Адыгеи. Краснодар

Мария Артёмовна Кравцова (1912—1987) — звеньевая колхоза «Путь к социализму» Лабинского района Краснодарского края. Герой Социалистического Труда (06.05.1948).

## Биография
Родилась в 1912 году на территории современного Краснодарского края. Русская.
Получила начальное образование, работала в полеводстве в колхозе «Путь к социализму» Лабинского района со дня его основания, позже возглавила звено по выращиванию зерновых.
В 1947 году звено М. А. Кравцовой по итогам года получило урожай пшеницы 33,09 центнера с гектара на площади 10 гектаров. 
Указом Президиума Верховного Совета СССР от 6 мая 1948 года за получение высоких урожаев пшеницы и кукурузы в 1947 году звеньевой колхоза «Путь к социализму» Лабинского района Краснодарского края Кравцовой Марии Артёмовне присвоено звание Героя Социалистического Труда с вручением ордена Ленина и золотой медали «Серп и Молот». 
Проживала в Краснодарском крае. Умерла в 1987 году.

## Награды
- Медаль «Серп и Молот» (06.05.1948);
- Орден Ленина (06.05.1948).
- Медаль «В ознаменование 100-летия со дня рождения Владимира Ильича Ленина» (6 апреля 1970)
- Медаль «За доблестный труд в Великой Отечественной войне 1941—1945 гг.»
- и другими
- Отмечена грамотами и дипломами.

## Память
- Имя Героя золотыми буквами вписано на мемориальной доске в Краснодаре.